# 里卡多·桑托斯
里卡多·桑托斯（1975年6月1日—），出生於巴西的薩爾瓦多，是一名沙灘排球運動員。桑托斯曾多次代表巴西出戰奧運，三度在奧運中奪得獎牌。